# HD 163756
HD 163756，又名CD-3015035，SAO 209553、HR 6694，是一颗恒星，视星等为7.04，位于銀經0.36，銀緯-3.19，其B1900.0坐标为赤經17h 52m 40.3s，赤緯-30° -3.19′ 36″。